# هيئة الأوراق المالية الإسرائيلية
هيئة الأوراق المالية الإسرائيلية (ISA) هي الجهة المنظمة للأوراق المالية الوطنية في إسرائيل. تأسست هيئة الأوراق المالية الإسرائيلية بموجب القانون عام 1968، وتعتبر تفويضها وسيلة لضمان سوق رأس مال فعال قائم على الشفافية والإنصاف. تعمل على مكافحة الاحتيال في الأوراق المالية، والتداول من الداخل، والممارسات المحاسبية المشكوك فيها والأنشطة الأخرى التي قد تضر بسوق رأس المال في إسرائيل ومجتمع المستثمرين في إسرائيل.